# R. Lawrence Edwards

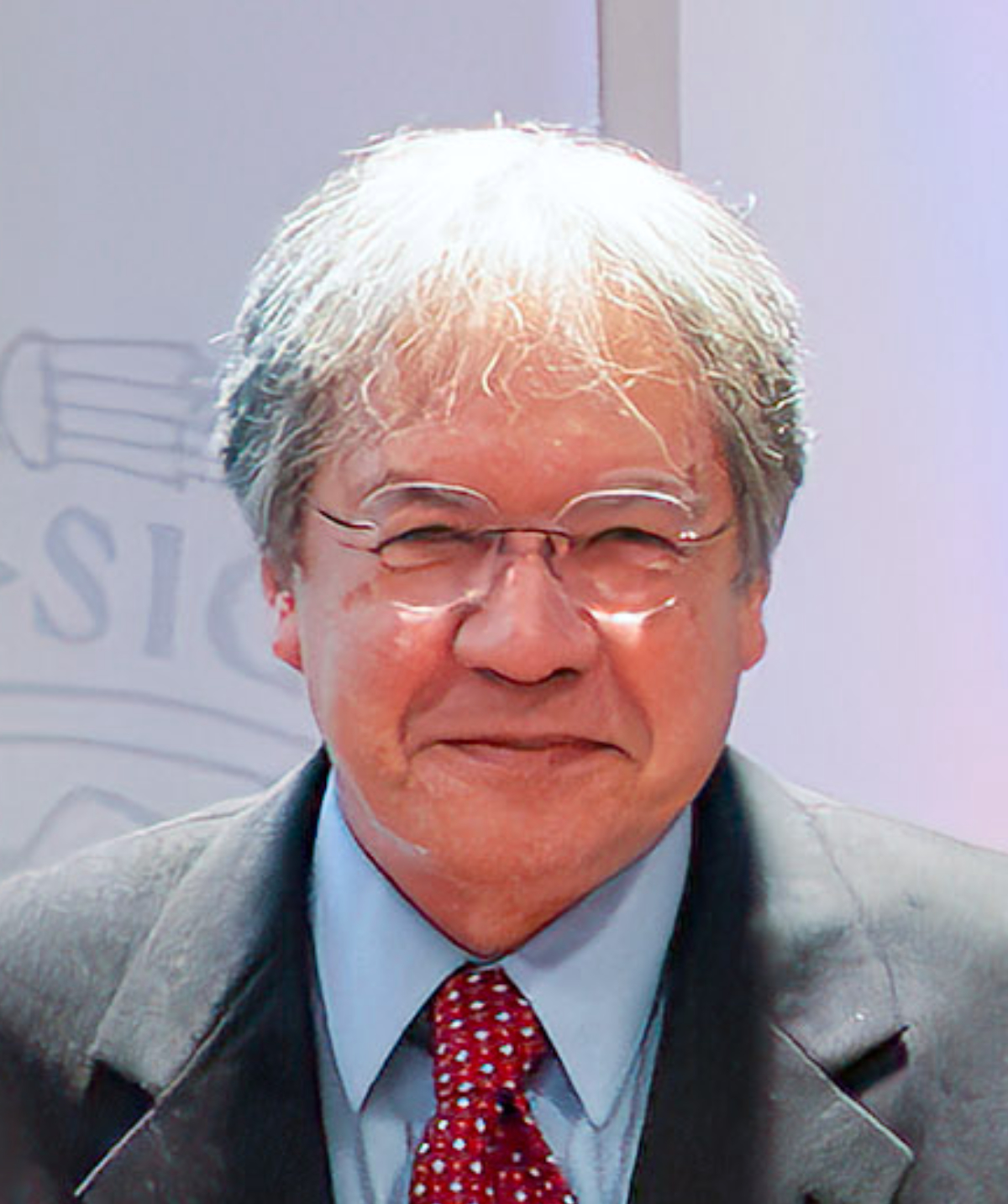
R. Lawrence Edwards bei der Verleihung des Ehrendoktorats der Universität Innsbruck (2024)

Richard Lawrence Edwards, genannt Larry,  (* 14. März 1953 in Boston) ist ein US-amerikanischer Geologe und Geochemiker.

## Leben
Edwards studierte Erdwissenschaften sowie Kunst und Architektur am Massachusetts Institute of Technology (Bachelor 1976) und an der University of Michigan unter Eric J. Essene (Master 1986). Nach dem Studium bei Gerald J. Wasserburg wurde er 1988 am Caltech in Geochemie promoviert. Ab 1988 war er Assistant Professor und ab 1990 Full Professor an der University of Minnesota. Heute ist er dort Regents und Distinguished McKnight Professor und für Geologie und Geophysik.

## Werk
Er ist für die Weiterentwicklung der Uran-Thorium-Datierung bekannt und befasste sich mit Paläozeanographie und Paläoklimatologie. Seine Forschung trug zur Kalibrierung der Radiokarbonmethode bei. Er untersuchte Höhlenablagerungen und verglich deren Datierung mit denen von Eisbohrkernen und aus Ozeansedimenten zur Rekonstruktion von abrupten Klimawechseln in der letzten Eiszeit. Er nutzte seine Rekonstruktion des Paläoklimas auch in der Archäologie, zum Beispiel wies er Trockenperioden für die Enden der Tang-Dynastie, Yuan-Dynastie und Ming-Dynastie in China aus Höhlenablagerungen nach. Umgekehrt trugen nach seinen Untersuchungen Regenperioden in der frühen nördlichen Song-Dynastie zu dem Bevölkerungs- und Wirtschaftswachstum (vor allem Reisanbau) in dieser Zeit bei. Seine Untersuchung von Höhlensedimenten lieferten auch einige der genauesten Hinweise auf durch Menschen verursachten Klimawandel in den letzten Jahrhunderten. Er gehörte zu den meistzitierten Geowissenschaftlern und ist Mitautor des Weltklimaberichts (IPCC).
Er ist Mitglied der American Academy of Arts and Sciences (2004), der American Geophysical Union (2008), der National Academy of Sciences (2011), der American Association for the Advancement of Science (2012) sowie der Chinesischen Akademie der Wissenschaften (2015).

## Auszeichnungen
- 1999 – Claire C. Patterson Medaille, Geochemical Society
- 2009 – Guggenheim Fellow[3]
- 2011 – Arthur-L.-Day-Preis[8]
- 2015 –  Regents Professor, University of Minnesota[6]
- 2023 – Benjamin Franklin Medal[9]
- 2024 – Ehrendoktorat der Universität Innsbruck[10]
- 2025 – National Medal of Science[11]

## Schriften
- mit Cheng, H., Shen, C.C., Polyak, V.J., Asmerom, Y., Woodhead, J., Hellstrom, J., Wang, Y.J., Kong, X.G., Spotl, C., Wang, X.F., Alexander, E.C.:  Improvements in Th-230 dating, Th-230 and U-234 half-life values, and U-Th isotopic measurements by multi-collector inductively coupled plasma mass spectrometry. Earth Planet. Sci. Lett., Band 371, 2013, S. 82–91.
- mit Cheng, H., Zhang, P.Z., Spotl, C., Cai, Y.J., Zhang, D.Z., Song, W.,Tan, M.,  An., Z.S.: The climatic cyclicity in semiarid-arid Central Asia over the past 500,000 years. Geophys. Res. Lett., Band 39, 2012, L01705
- mit Denton, G.H., Anderson, R.F., Toggweilor, J.R., Schaeffer, J.M., Putnam, A.E.: The last glacial termination. Science, Band 328, 2010, S. 1652–1656
- mit Cai, Y.J., Cheng, H., An, Z.S., Edwards, R.L., Wang, X.F., Tan, L.C.,  Wang, J. : Large variations of oxygen isotopes in precipitation over south-central Tibet during Marine Isotope Stage 5. Geology, Band 38, 2010, S. 243–246.
- mit H. Cheng, W. S. Broecker, G. H., Denton, X. G. Kong, Y. J. Wang, R. Zhang, X. F. Wang, X. Y. Jiang: Ice Age Terminations. Science, Band 326, 2009, S. 248–252.
- mit P. Z. Zhang, H. Cheng, H., F. H. Chen, Y. J.  Wang, X. L. Yang, J. Liu, M.  Tan, X. F. Wang, J. H. Liu, C. L. An, Z.B. Dai, J. Zhou, D.Z. Zhang, J. H. Jia, L.  Jin, K. R. Johnson:. A high resolution test of sun, climate, culture relationships from a 1810-year Chinese cave record, Science, Band 322, 2008, S. 940–942.
- mit Wang, Y.J., Cheng, H., Kong, X.G., Shao, X.H., Chen, S.T., Wu, J.Y., Jiang, X.Y., Wang, X.F. & An, Z.S.: Millennial- and orbital-scale changes in the East Asian monsoon over the past 224,000 years. Nature, Band  451, 2008, S. 1090–1093; doi:10.1038/nature06692
- mit Wang, Y.J., Cheng, H., He, Y.Q., Kong, X.G., An, Z.S., Wu, J.Y., Kelly, M.G., Dykoski, C.A.: The Holocene Asian Monsoon: links to solar changes and North Atlantic climate. Science, Band 308, 2005, S. 854–857.
- mt Wang, X.-F., Auler, A.S., Cheng, H., Cristalli, P., Smart, P., Richards, D.: Wet periods in NE Brazil over the past 210 kyr linked to distant climate anomalies. Nature, Band 432,  2004, S. 740–744.
- mit Yuan, D.X., Cheng, H., Dykoski, C., Kelly, M.J., Zhang, M.L., Qing, J.M., Lin, Y.S., Wang, Y.G., Dorale, J.A., An, Z.S.,  Cai, Y.J.: Timing, duration, and transitions of the Last Interglacial Asian Monsoon. Science, Band 304, 2004, S. 575–578.
- mit Cobb, K.M., Charles, C.D., Cheng, H.: El Nino-Southern Oscillation and tropical Pacific climate during the last millennium. Nature, Band 424, 2003, S. 271–276.
- mit Wang, Y.G., Cheng, H., An, Z.S., Wu, J.Y., Shen, C.-C.,  Dorale, J.A: A high-resolution absolute-dated late Pleistocene monsoon record from Hulu Cave, China. Science, Band 294, 2001, S. 2345–2348.
- mit J. H. Chen, G. J. Wasserburg: U-238, U-234, Th-230, Th-232 systematics and the precise measurement of time over the past 500,000 years, Earth Planet. Sci. Lett., Band 81, 1987, S. 175–192